# TimeSplitters: Future Perfect
TimeSplitters: Future Perfect is een first-person shooter uit 2005. Het werd ontwikkeld door Free Radical Design en uitgegeven door EA Games. Het spel verscheen voor de PlayStation 2, Xbox en GameCube-spelcomputers.
TimeSplitters: Future Perfect is het derde spel van de TimeSplitters-serie en het verhaal gaat door waar TimeSplitters 2 (2002) eindigde.
Het spel bevat een single player-modus waarin je allerlei extra's kan vrijspelen zoals personages, levels of geheime wapens. De story-modus kan alleen maar ook samen (Story Co-op) met een tweede speler worden gespeeld. Daarnaast heeft dit spel ook een multiplayer-modus. Hier speel je tegen bots of tegen andere spelers in allerlei spelformaten zoals: (Team)Deathmatch, Elimination, Virus en Capture the Bag.

## Achtergrond
Het verhaal draait om de futuristische ruimtemarinier Cortez.
Sergeant Cortez keert terug naar de aarde met de tijdskristallen uit TimeSplitters 2.
Cortez wordt door de generaal op een nieuwe missie gestuurd waarin hij reist door verschillende tijden.
Zijn missie is om de tijdskristallen te vernietigen zodat de TimeSplitters nooit kunnen bestaan.
Met de hulp van zijn contactpersoon Anya komt Cortez erachter wie er werkelijk verantwoordelijk is voor de TimeSplitters, Jacob Crow, die erop uit is om te heersen over de wereld.
Met de hulp van verschillende personages, jaagt Cortez Crow achterna door verschillende tijden om zijn duivelse plannen eens en voor altijd te stoppen.

## Ontvangst
| Beoordeeld door          | Jaar | Platform      | Score |
| ------------------------ | ---- | ------------- | ----- |
| Next Level Gaming        | 2005 | PlayStation 2 | 94%   |
| Game industry News (GiN) | 2005 | PlayStation 2 | 90%   |
| N-Zone                   | 2005 | GameCube      | 90%   |
| IGN                      | 2005 | GameCube      | 88%   |
| 4Players.de              | 2005 | Xbox          | 88%   |
| Armchair Empire, The     | 2005 | GameCube      | 85%   |
| Game Over Online         | 2005 | GameCube      | 82%   |
| contactmusic.com         | 2005 | Xbox          | 80%   |
| GameSpy                  | 2005 | GameCube      | 80%   |
| GamePro (US)             | 2005 | PlayStation 2 | 80%   |

## Trivia
- Het spel is opgenomen in het boek 1001 Video Games You Must Play Before You Die van Tony Mott.